# Forécariah
Forécariah est une ville du sud-ouest de la Guinée, située à une trentaine de kilomètres de la frontière avec la Sierra Leone.
Chef-lieu de la préfecture homonyme, elle est traversée par la rivière du même nom.

## Population

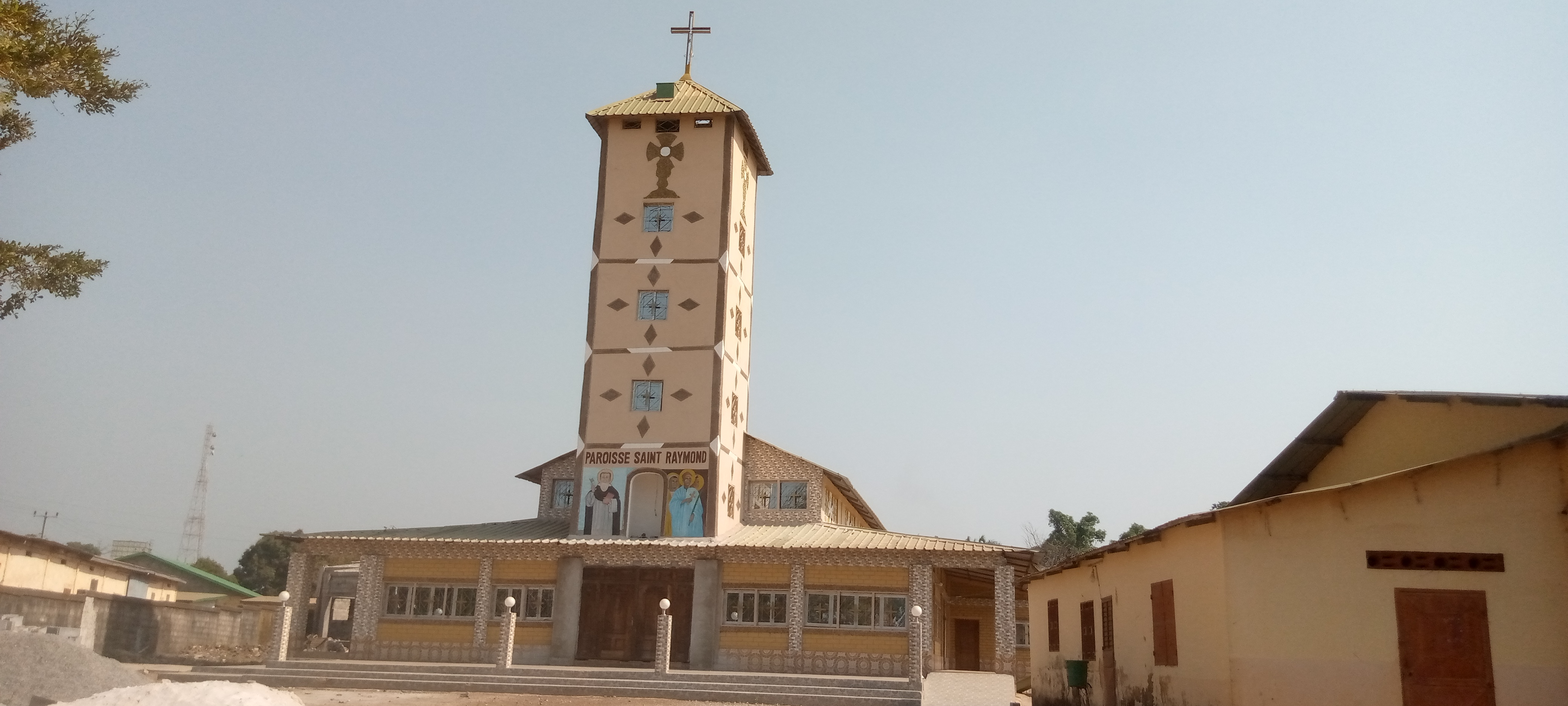
Paroisse Saint-Raymond.

À partir d'une extrapolation du recensement de 2014 (RGPH3), la population de Forécariah Centre a été estimée à 21 670 personnes en 2016.

## Enseignement
Forécariah du fait de sa situation géographique attire de plus en plus d'établissements d'enseignements,
elle dispose donc d'institutions d'enseignement supérieur.
C'est la ville ou se situe l'Ecole Panafricaine de Santé Publique (EPSP) dans le quartier madina.

## Personnalités nées à Forécariah
- Mohamed Saïd Fofana (1952-), homme politique et homme d'affaires
- Ibrahima Kassory Fofana (1954-), homme politique et ancien premier ministre guinéen.
- Henri Duparc (1941- 2006), réalisateur Ivoirien.